# Stadion im. Braci Czachorów
Stadion im. Braci Czachorów – miejski stadion piłkarski w Radomiu, zlokalizowany przy ul. Struga 63, stanowiący część Radomskiego Centrum Sportu. Domowy obiekt Radomiaka Radom. 

## Projekt i budowa
Równolegle ze stadionem, obok niego, powstaje hala widowiskowo-sportowa, a obydwa te obiekty mają tworzyć kompleks Radomskiego Centrum Sportu. Trybuny miały powstać do 2019 r., a ich budowa oscylować w graniach 30 milionów złotych. Cała inwestycja, czyli hala i I etap budowy stadionu miały kosztować około 110 milionów złotych.
Nowy stadion powstaje częściowo w miejscu obiektu funkcjonującego w latach 1925–2016. W porównaniu do poprzednika został przesunięty na północ i obrócony do osi wschód-zachód, zamiast tradycyjnej północ-południe, z uwagi na zmiany w planach miasta spowodowanych sytuacją własnościową gruntów.
Budowa Radomskiego Centrum Sportu rozpoczęła się na początku maja 2016 r. W pierwszym miesiącu wykonawca, konsorcjum firm Rosa-Bud z Radomia i Maxto z Krakowa rozebrały stare trybuny stadionu oraz budynek klubowy. Na przełomie maja i czerwca rozpoczęły się wykopy pod nową halę widowiskowo-sportową. 24 września 2016 została zaakceptowana koncepcja stadionu. Dokumentację projektową stadionu opracował radomski architekt Wojciech Gęsiak, który zaprojektował m.in. Stadion Lekkoatletyczno-Piłkarski im. Marszałka Józefa Piłsudskiego w Radomiu.
15 maja 2017 odbyło się uroczyste wbicie pierwszej łopaty pod budowę stadionu piłkarskiego przy ul. Struga 63.
W I fazie powstaną dwie trybuny wzdłuż boiska, mieszcząc co najmniej 8,5 tys. widzów. Pierwotnie miało być 5,5 tys., ale zapadła decyzja o podniesieniu pojemności. W II fazie zaplanowano wybudowanie trybun za bramkami, a docelowa pojemność stadionu ma wynosić ok. 15 tys. widzów pod dachem.

## Patronat
31 maja 2010 roku Rada Miejska w Radomiu jednogłośnie poparła wniosek Stowarzyszenia Kibiców "Tylko Radomiak" oraz Spółki Akcyjnej Radomiak 1910 o nadanie stadionowi imienia "Braci Czachorów".
Oficjalne nadanie nazwy odbyło się 9 października 2010 roku, tuż przed jubileuszowym meczem Radomiaka z Widzewem Łódź z okazji 100-lecia powstania klubu.

### Bracia Czachorowie
- Marian Czachor (Maryś) (ur. 1924, zm. 2018) - Pierwszy i jedyny zawodnik w historii Radomiaka, który występował w pierwszej reprezentacji Polski. W plebiscycie na piłkarza 85-lecia Radomiaka zajął drugie miejsce.
- Jerzy Czachor (Jerzyk) (zm. 1945) - zorganizował Szkolny Klub Sportowy Radom. Zginął z rąk okupanta 14 stycznia 1945 roku, podczas próby ucieczki z obozu przy ul. Szkolnej. Było to na dwa dni przed wyzwoleniem Radomia.
- Aleksander Czachor (Lolek) (zm. 2001) - w Radomiaku grał w latach 1945-1952. Projektował on trybuny na stadionie przy ul. Struga. Przez krótki okres pełnił także funkcję prezesa klubu. Zmarł w lipcu 2001 roku.
- Ryszard Czachor - najstarszy z braci. Organizator pamiętnego meczu w czerwcu 1944 roku z Polonią-Okęcie Warszawa. Po tym spotkaniu został aresztowany przez hitlerowców[7].